# Premios Oye!
Los Premios Oye! (Premio Nacional a la Música Grabada) fueron otorgados anualmente por la Academia Nacional de la Música en México (ANAMUSA), por los logros sobresalientes de la industria discográfica en México. La ceremonia de premiación presenta actuaciones de importantes artistas nacionales e internacionales como Robbie Williams, Sarah Brightman, Shakira, Juanes, Paul McCartney y Lily Allen, entre otros.
Los premios fueron establecidos en 2002 por la Academia Nacional de la Música (ANAMUSA) con el fin de recompensar a los compositores, artistas, compañías discográficas y todas las personas involucradas en la industria de la música. Esto reconoce lo mejor de la producción musical sin contar la posición en la que los artistas se ubicaron en la lista de álbumes mexicanos.
Los Premios Oye! eran considerados el equivalente de los Premios Grammy de Estados Unidos. En México, eran transmitidos por Televisa a través de su canal Las Estrellas, y por Univision en Estados Unidos.

## Trofeo
El trofeo fue creado por el reconocido artista plástico Jorge Marín, quien diseñó el premio como la silueta de una mujer.
La musa se compone de una aleación de bronce y plata pulida, creando un contraste único que aumenta el atractivo estético del trofeo. El trofeo consiste en una mujer de pie en el mundo, en su mano derecha sostiene el mundo de la música y en la izquierda, una lira, que es el símbolo de ANAMUSA. Teniendo un torso desnudo y un sol naciente en la cabeza, esta estatua es una pieza de colección.

## Categorías
Los premios se dividen en los grupos pop, rock, anglo, general popular, popular regional, video, tema musical, que incluyen un total de 20 categorías. Además se entrega cada año reconocimientos especiales como el Homenaje a la Trayectoria Artística, el Homenaje Especial, el Premio del Público, y el otorgado por el Consejo Nacional de la Comunicación por ventas físicas y digitales, denominado Premios Social a la Música. Los grupos y sus respectivas categorías son representados por el esquema siguiente:
- General español
  - Álbum Español del Año
  - Canción Español del Año
  - Revelación Español del Año
- Pop español
  - Solista Masculino
  - Solista Femenina
  - Grupo
- Rock en español
  - Solista o Grupo
- General inglés
  - Álbum Inglés del Año
  - Canción Inglés del Año
  - Revelación Inglés del Año
- General popular
  - Álbum popular del Año
  - Canción popular del Año
  - Revelación popular del Año
  - Solista o grupo norteño
  - Solista o grupo grupero
  - Solista o grupo ranchero
  - Solista o grupo de banda o duranguense
  - Solista o grupo tropical
  - Video del año
- Tema musical
  - Tema de telenovela, película o serie de televisión

Reconocimientos especiales
- Homenaje a la Trayectoria Artística
- Homenaje Especial
- Premio Social a la Música
- Premios del Público
- Premio Disco, Concepto y Gira del Año

## Proceso de nominación
ANAMUSA y las compañías discográficas son responsables de introducir en las nominaciones los trabajos que considere con mayor mérito. Una vez que una obra se escribe, las sesiones de revisión se llevan a cabo por expertos seleccionados de la Academia. Esto se realiza para saber si el trabajo es apto para estar en la categoría en la que fue postulada. Algunas de las reglas del proceso de nominación son: Live y Best of son elegibles para las nominaciones si contienen al menos 2 nuevos registros y sólo participan en la canción del año de acuerdo a su categoría (pop y rock, anglo o popular). Cualquier artista puede ser nominado en Artista Revelación del Año (nacionales e internacionales) con tal de que hayan logrado un éxito significativo en México por primera vez con discos editados en el periodo de elegibilidad.
A partir del 2008, el periodo de eligibilidad en los Premios Oye! comienza el 1 de julio del año anterior hasta el 30 de junio del año siguiente. PricewaterhouseCoopers se encarga de la contabilidad de los resultados de las votaciones de más de 1700 miembros del jurado a fin de obtener 5 o 6 candidatos en caso de empate. También es responsable de dar a conocer los ganadores a través de sobres cerrados que serán abiertos el día de la final.

## Ganadores

### 2002
| Categoría                                             | Ganador(-a/-es)                                                 |
| ----------------------------------------------------- | --------------------------------------------------------------- |
| General Español: Grabación del Año                    | Sin Bandera, Sin Bandera                                        |
| General Inglés: Canción del Año                       | A Dios le pido, Juanes                                          |
| General Español: Revelación del Año                   | Sin Bandera, Sin Bandera                                        |
| Artista Pop Latino Masculino                          | MTV Unplugged, Alejandro Sanz                                   |
| Artista Pop Latino Femenino                           | Servicio de lavandería, Shakira                                 |
| Grupo Pop Latino                                      | Sin Bandera, Sin Bandera                                        |
| Solista o Grupo Rock Latino                           | Elefante, Elefante                                              |
| General Inglés: Artista Masculino                     | Lenny, Lenny Kravitz                                            |
| General Inglés: Artista Femenino                      | Laundry Service, Shakira                                        |
| General Inglés: Grupo                                 | Empate entre Rock Steady, No Doubt y World of Our Own, Westlife |
| Popular Norteño                                       | Sueños, Intocable                                               |
| Popular Grupero                                       | Los Tucanes de Tijuana                                          |
| Popular Banda                                         | Contigo por siempre, Banda El Recodo                            |
| Popular Tropical                                      | Grandes Éxitos, Chocolate                                       |
| Tributo a Trayectoria                                 | José José                                                       |
| Premio Social a la Música                             | Maná                                                            |
| Artista Internacional del Siglo                       | Paul McCartney                                                  |
| Mejor Artista Internacional con Trayectoria en México | Bon Jovi                                                        |
| Premio Pepsi Oye 2002                                 | Paulina Rubio                                                   |

### 2003
| Categoría                           | Ganador(-a/-es)                             |
| ----------------------------------- | ------------------------------------------- |
| General Español: Grabación del Año  | Revolución de amor, Maná                    |
| General Español: Canción del Año    | Caraluna, Bacilos                           |
| General Español: Artista Revelaciòn | Yahir, Yahir                                |
| Artista Pop Latino Masculino        | Corazón Latino, David Bisbal                |
| Artista Pop Latino Femenino         | Frágil, Ana Torroja                         |
| Solista o Grupo Rock Latino         | Caraluna, Bacilos                           |
| General Inglés: Grabación del Año   | A Rush of Blood to the Head, Coldplay       |
| General Inglés: Canción del Año     | The Game of Love, Santana & Michelle Branch |
| General Inglés: Artista Masculino   | Escapology, Robbie Williams                 |
| General Inglés: Artista Femenino    | Let Go, Avril Lavigne                       |
| General Inglés: Grupo               | A Rush of Blood to the Head, Coldplay       |
| General Inglés: Revelación del Año  | Let Go, Avril Lavigne                       |
| Grabación Popular del Año           | Con Orgullo por Herencia, Pepe Aguilar      |
| Canción Popular del Año             | Niña amada mía, Alejandro Fernández         |
| Revelación Popular del Año          | Nadia, Nadia                                |
| Popular Norteño                     | Nuestro Destino Estaba Escrito, Intocable   |
| Popular Grupero                     | Marco Antonio Solís                         |
| Popular Ranchero                    | Niña amada mía, Alejandro Fernández         |
| Popular Banda/Duranguense           | Banda El Recodo                             |
| Popular Tropical                    | Margarita la Diosa de la Cumbia             |
| Trayectoria                         | Los Tigres del Norte                        |
| Premio Social a la Música           | Benny Ibarra                                |

### 2004
| Categoría                           | Ganador(-a/-es)                           |
| ----------------------------------- | ----------------------------------------- |
| General Español: Grabación del Año  | Sí, Julieta Venegas                       |
| General Español: Canción del Año    | Andar conmigo, Julieta Venegas            |
| General Español: Artista Revelaciòn | Aerosoul, Kalimba                         |
| Artista Pop Latino Masculino        | 111 ciento once, Tiziano Ferro            |
| Artista Pop Latino Femenino         | Belinda, Belinda                          |
| Solista o Grupo Pop Latino          | De viaje, Sin Bandera                     |
| Solista o Grupo Rock Latino         | Sí, Julieta Venegas                       |
| Solista o Grupo Infantil            | Alegrijes y rebujos, Alegrijes y rebujos  |
| General Inglés: Grabación del Año   | Under My Skin, Avril Lavigne              |
| General Inglés: Canción del Año     | This Love, Maroon 5                       |
| General Inglés: Revelación del Año  | Songs About Jane, Maroon 5                |
| Grabación Popular del Año           | Con Orgullo por Herencia, Pepe Aguilar    |
| Canción Popular del Año             | Za, za, za, Grupo Climax                  |
| Revelación Popular del Año          | Víctor García, Víctor García              |
| Popular Norteño                     | Nuestro Destino Estaba Escrito, Intocable |
| Popular Grupero                     | Que Amarren a cupido, Joan Sebastian      |
| Popular Ranchero                    | Con Orgullo Por Herencia, Pepe Aguilar    |
| Popular Banda/Duranguense           | Hay amor, Banda El Recodo                 |
| Popular Tropical                    | Za, za, za, Grupo Climax                  |
| Video del Año                       | Duele el amor, Aleks Syntek y Ana Torroja |
| Trayectoria                         | Antonio Aguilar                           |
| Premio Social a la Música           | Claudio Yarto                             |

### 2005
| Categoría                           | Ganador(-a/-es)                                                           |
| ----------------------------------- | ------------------------------------------------------------------------- |
| General Español: Grabación del Año  | A corazón abierto, Alejandro Fernández                                    |
| General Español: Canción del Año    | Empate entre Muriendo Lento, Belinda y Moderatto; La Camisa Negra, Juanes |
| General Español: Artista Revelaciòn | Rebelde, RBD                                                              |
| Artista Pop Latino Masculino        | A corazón abierto, Alejandro Fernández                                    |
| Artista Pop Latino Femenino         | Fijación oral vol. 1, Shakira                                             |
| Solista o Grupo Pop Latino          | Rebelde, RBD                                                              |
| Solista o Grupo Rock Latino         | Detector de metal, Moderatto                                              |
| Solista o Grupo Infantil            | Código F.A.M.A. 3, Código F.A.M.A.                                        |
| General Inglés: Grabación del Año   | X&Y, Coldplay                                                             |
| General Inglés: Canción del Año     | Radio, Robbie Williams                                                    |
| General Inglés: Revelación del Año  | Love. Angel. Music. Baby., Gwen Stefani                                   |
| Grabación Popular del Año           | Hay amor, Banda El Recodo                                                 |
| Canción Popular del Año             | Na na na (Dulce niña), Kumbia Kings                                       |
| Revelación Popular del Año          | Si no existieras, Banda Los Recoditos                                     |
| Popular Norteño                     | X (10), Intocable                                                         |
| Popular Grupero                     | Razón de Sobra, Marco Antonio Solis                                       |
| Popular Ranchero                    | México en la piel, Luis Miguel                                            |
| Popular Banda/Duranguense           | Hay amor, Banda El Recodo                                                 |
| Popular Tropical                    | Fuego, Kumbia Kings                                                       |
| Video del Año                       | Na na na (dulce niña), Kumbia Kings                                       |
| Trayectoria                         | Banda El Recodo y Rocío Dúrcal                                            |
| Premio Ventas Pop Español           | La voz de un ángel, Yuridia                                               |
| Premio Social a la Música           | Juanes                                                                    |

### 2006
| Categoría                           | Ganador(-a/-es)                                                |
| ----------------------------------- | -------------------------------------------------------------- |
| General Español: Grabación del Año  | Indeleble, Alejandra Guzmán                                    |
| General Español: Canción del Año    | Hips Don't Lie (Versión en Español), Shakira                   |
| General Español: Artista Revelaciòn | Motel, Motel                                                   |
| Artista Pop Latino Masculino        | México - Madrid: En Directo y Sin Escalas, Alejandro Fernández |
| Artista Pop Latino Femenino         | Indeleble, Alejandra Guzmán                                    |
| Solista o Grupo Pop Latino          | Mundos opuestos, Ha*Ash                                        |
| Solista o Grupo Rock Latino         | Motel, Motel                                                   |
| Solista o Grupo de Reggaeton        | Barrio fino en directo, Daddy Yankee                           |
| General Inglés: Grabación del Año   | Oral Fixaction Vol. 2, Shakira                                 |
| General Inglés: Canción del Año     | Hips Don't Lie, Shakira                                        |
| General Inglés: Revelación del Año  | Whatever People Say I Am, That's What I'm Not, Artic Monkeys   |
| Grabación Popular del Año           | Mas capaces que nunca, K-Paz de la Sierra                      |
| Canción Popular del Año             | Mi credo, K-Paz de la Sierra                                   |
| Revelación Popular del Año          | Erasmo: El Conde de Xalpatlahuac, Erasmo                       |
| Popular Norteño                     | Tu sombra, Grupo Pesado                                        |
| Popular Grupero                     | No es brujería, Ana Bárbara                                    |
| Popular Ranchero                    | Tu orgullo, Alicia Villarreal                                  |
| Popular Banda/Duranguense           | Mas capaces que nunca, K-Paz de la Sierra                      |
| Popular Tropical                    | Margarita Sonfónica, Margarita la Diosa de la Cumbia           |
| Video del Año                       | Hips Don't Lie, Shakira                                        |
| Trayectoria                         | Marco Antonio Solis                                            |
| Premio Social a la Música           | Día de enero, Shakira                                          |

### 2007
| Categoría                           | Ganador(-a/-es)                                               |
| ----------------------------------- | ------------------------------------------------------------- |
| General Español: Grabación del Año  | Papito, Miguel Bosé                                           |
| General Español: Canción del Año    | Dejamé ir, Alex Patron                                        |
| General Español: Artista Revelaciòn | Todo cambio, Camila                                           |
| Artista Pop Latino Masculino        | Viento a favor, Alejandro Fernández                           |
| Artista Pop Latino Femenino         | Utopía, Belinda                                               |
| Solista o Grupo Pop Latino          | El mundo se equivoca, La Quinta Estación                      |
| Solista o Grupo Rock Latino         | Memo Rex Commander y el Corazón Atómico de la Vía Láctea, Zoé |
| General Inglés: Grabación del Año   | B'Day, Beyoncé                                                |
| General Inglés: Canción del Año     | Rudebox, Robbie Williams                                      |
| General Inglés: Revelación del Año  | Alright, Still, Lily Allen                                    |
| Grabación Popular del Año           | Conquistando corazones, K-Paz de la Sierra                    |
| Canción Popular del Año             | Por amarte, Pepe Aguilar                                      |
| Revelación Popular del Año          | Destilando amor, Angélica Rivera                              |
| Popular Norteño                     | Crosstoads: Crece de Caminos, Intocable                       |
| Popular Grupero                     | Trozos de mi Alma Vol. 2, Marco Antonio Solis                 |
| Popular Ranchero                    | Enamorado, Pepe Aguilar                                       |
| Popular Banda/Duranguense           | Conquistando corazones, K-Paz de la Sierra                    |
| Popular Tropical                    | La llave de mi corazón, Juan Luis Guerra                      |
| Video del Año                       | Me muero, La Quinta Estación                                  |
| Premio Concierto Acústico del Año   | Víctor García                                                 |
| Trayectoria                         | Timbiriche                                                    |
| Premio Social a la Música           | Timbiriche                                                    |

### 2008
| Categoría                           | Ganador(-a/-es)                                  |
| ----------------------------------- | ------------------------------------------------ |
| General Español: Grabación del Año  | Papitour, Miguel Bosé                            |
| General Español: Canción del Año    | Te quiero, Nigga                                 |
| General Español: Artista Revelaciòn | Mediocre, Ximena Sariñana                        |
| Álbum Pop Latino del Año            | Una rosa blu, Gloria Trevi                       |
| Artista Pop Latino Masculino        | La Vida es un ratico, Juanes                     |
| Artista Pop Latino Femenino         | Entre mariposas, Yuridia                         |
| Solista o Grupo Pop Latino          | Fantasía pop, Belanova                           |
| Solista o Grupo Rock Latino         | Sino, Café Tacvba                                |
| General Inglés: Grabación del Año   | Hard Candy, Madonna                              |
| General Inglés: Canción del Año     | 4 Minutes, Madonna                               |
| General Inglés: Revelación del Año  | Jonas Brothers, Jonas Brothers                   |
| Grabación Popular del Año           | Para siempre, Vicente Fernández                  |
| Canción Popular del Año             | Estos celos, Vicente Fernández                   |
| Revelación Popular del Año          | Pensando en ti, Germán Montero                   |
| Popular Norteño                     | 2c, Intocable                                    |
| Popular Grupero                     | Una noche en Madrid, Marco Antonio Solis         |
| Popular Ranchero                    | Para siempre, Vicente Fernández                  |
| Popular Banda/Duranguense           | Y Que Quede Claro, La Arrolladora Banda El Limón |
| Popular Tropical                    | Tentaciones, Margarita la Diosa de la Cumbia     |
| Video del Año                       | Me enamora, Juanes                               |
| Trayectoria                         | Miguel Bosé                                      |
| Premio Social a la Música           | Lejos de aquí, Kudai                             |

### 2009
| Categoría                                  | Ganador(-a/-es)                             |
| ------------------------------------------ | ------------------------------------------- |
| General Español: Grabación del Año         | Reptilectric, Zoé                           |
| General Español: Canción del Año           | No me doy por vencido, Luis Fonsi           |
| General Español: Artista Revelación        | Voy, Alexander Acha                         |
| Artista Pop Latino Masculino               | Palabras del silencio, Luis Fonsi           |
| Artista Pop Latino Femenino                | Amante de lo ajeno, María José              |
| Solista o Grupo Pop Latino                 | Sin Frenos, La Quinta Estación              |
| Solista o Grupo Rock Latino                | Reptilectric, Zoé                           |
| General Inglés: Grabación del Año          | The Fame, Lady Gaga                         |
| General Inglés: Canción del Año            | Poker Face, Lady Gaga                       |
| General Inglés: Revelación del Año         | The Fame, Lady Gaga                         |
| Grabación Popular del Año                  | Primera Fila, Vicente Fernández             |
| Canción Popular del Año                    | El Último Beso, Joan Sebastian              |
| Revelación Popular del Año                 | Rudo y Cursi, Gael García                   |
| Popular Norteño                            | Mi complemento, Los Huracanes del Norte     |
| Popular Grupero                            | No molestar, Marco Antonio Solis            |
| Popular Ranchero                           | Primera fila, Vicente Fernández             |
| Popular Banda/Duranguense                  | Más adelante, La Arrolladora Banda El Limón |
| Popular Tropical                           | Hechizado, Danny Daniel                     |
| Video del Año                              | Nada, Zoé                                   |
| Tema de Novela, Película y/o Serie de T.V. | Mundo de caramelo, Danna Paola              |
| Trayectoria                                | Raphael                                     |
| Premio Social a la Música                  | No me doy por vencido, Luis Fonsi           |

### 2010
| Categoría                                                    | Ganador(-a/-es)                                        |
| ------------------------------------------------------------ | ------------------------------------------------------ |
| General español: Álbum del año                               | Dejarte volver, Alex Patron                            |
| General español: Canción del año                             | Colgando en tus manos, Carlos Baute y Marta Sánchez    |
| General español: Revelación del año                          | Jotdog                                                 |
| Pop español: Solista masculino                               | Dos mundos. Evolución, Alejandro Fernández             |
| Pop español: Solista femenina                                | Primera fila: Thalía, Thalía                           |
| Pop español: Grupo                                           | Dejarte de amar, Camila                                |
| Rock en español: Solista o grupo                             | Fuerza natural, Gustavo Cerati                         |
| General inglés: Álbum del año                                | The Fame Monster, Lady Gaga                            |
| General inglés: Canción del año                              | I Gotta Feeling, Black Eyed Peas                       |
| General inglés: Revelación del año                           | My World, Justin Bieber                                |
| General popular: Álbum del año                               | Dos mundos. Tradición, Alejandro Fernández             |
| General popular: Canción del año                             | Amarte a la antigua, Pedro Fernández                   |
| General popular: Revelación del año                          | Indispensable, Ángel Fresnillo                         |
| Popular: Solista o grupo norteño                             | La granja, Los Tigres del Norte                        |
| Popular: Solista o grupo grupero                             | Cuando amar duele, Víctor García                       |
| Popular: Solista o grupo ranchero                            | Amarte a la antigua, Pedro Fernández                   |
| Popular: Solista o grupo de banda o duranguense              | Me gusta todo de ti, Banda El Recodo de Cruz Lizárraga |
| Popular: Solista o grupo tropical (salsa, merengue o cumbia) | The Last, Aventura                                     |
| Video en español (Video del año)                             | ¿Por qué no estás aquí?, Alejandra Guzmán              |
| Video en español (Video del año)                             | Se me va la voz, Alejandro Fernández                   |
| Tema de telenovela, película o serie de televisión           | Cuando me enamoro, Enrique Iglesias                    |
| Reconocimientos especiales                                   |                                                        |
| Homenaje a la Trayectoria Artística                          | Lucero                                                 |
| Homenaje Especial                                            | Lucho Gatica                                           |
| Premio del Público                                           | Pedro Fernández                                        |
| Premio Social a la Música (Consejo de la Comunicación)       | Tatiana                                                |

### 2012
| Categoría                                       | Ganador(-a/-es)                                                       |
| ----------------------------------------------- | --------------------------------------------------------------------- |
| Álbum en Español del Año                        | MTV Unplugged/Música de fondo, Zoé                                    |
| Canción en Español del Año                      | Labios rotos, Zoé                                                     |
| Solista Masculino Pop                           | Viva el Príncipe, Cristian Castro                                     |
| Solista Femenina Pop                            | 20 Años de Éxitos en Vivo con Moderatto, Alejandra Guzmán             |
| Grupo Pop                                       | A tiempo, Ha*Ash                                                      |
| Revelación Pop                                  | Al fin te encontré, Río Roma                                          |
| Solista o Grupo Rock                            | MTV Unplugged/Música de fondo, Zoé                                    |
| Revelación Rock                                 | Remando, Saúl Hernández                                               |
| Solista o Grupo Latino                          | 30 años de cumbia, Margarita La Diosa de la Cumbia                    |
| Solista o Grupo Urbano                          | Entren los que quieran, Calle 13                                      |
| Álbum Popular del Año                           | MTV Unplugged: Los Tigres del Norte and Friends, Los Tigres del Norte |
| Canción Popular del Año                         | ¿A dónde vamos a parar?, Marco Antonio Solís                          |
| Revelación Popular del Año                      | Prisionero de tus brazos, Beto Zapata                                 |
| Popular: Solista o Grupo Norteño                | MTV Unplugged: Los Tigres del Norte and Friends, Los Tigres del Norte |
| Popular: Solista o Grupo Grupero                | En total plenitud, Marco Antonio Solís                                |
| Popular: Solista o Grupo Ranchero               | El hombre que más te amó, Vicente Fernández                           |
| Popular: Solista o Grupo de Banda               | Del rancho para el mundo, Espinoza Paz                                |
| Tema de Telenovela, Serie o Película en Español | Día de suerte, Alejandra Guzmán                                       |
| Álbum en inglés                                 | 21, Adele                                                             |

### 2013
| Categoría                                              | Ganador(-a/-es)                                           |
| ------------------------------------------------------ | --------------------------------------------------------- |
| Álbum en Español del Año                               | ¿Con quién se queda el perro?, Jesse & Joy                |
| Canción en Español del Año                             | Corre, Jesse & Joy                                        |
| Solista Masculino Pop                                  | La música no se toca, Alejandro Sanz                      |
| Solista Femenina Pop                                   | Mujer divina, homenaje a Agustín Lara, Natalia Lafourcade |
| Grupo Pop                                              | ¿Con quién se queda el perro?, Jesse & Joy                |
| Revelación Pop del año                                 | Na Balada, Michel Teló                                    |
| Principal Artista Contemporáneo en Español             | Pecados y milagros, Lila Downs                            |
| Solista o Grupo Rock                                   | El objeto antes llamado disco, Café Tacvba                |
| Solista o grupo electrónico                            | Inténtalo, 3BallMTY                                       |
| Solista o Grupo Latino                                 | Pecados y milagros, Lila Downs                            |
| Solista o Grupo Urbano                                 | Inténtalo, 3BallMTY                                       |
| Álbum Popular del Año                                  | Joyas prestadas, Jenni Rivera                             |
| Canción Popular del Año                                | Un hombre normal, Espinoza Paz                            |
| Revelación Popular del Año                             | Inténtalo, 3BallMTY                                       |
| Popular: Solista o Grupo Norteño                       | Mi Promesa, Grupo Pesado                                  |
| Popular: Solista o Grupo Ranchero                      | Otra vez, Vicente Fernández                               |
| Popular: Solista o Grupo de Banda                      | Joyas prestadas, Jenni Rivera                             |
| Tema de Telenovela, Serie o Película en Español        | No me compares, Alejandro Sanz                            |
| Álbum Popular en Inglés del Año                        | Live at the Royal Albert Hall, Adele                      |
| Canción Popular en Inglés del Año                      | Diamonds, Rihanna                                         |
| Reconocimientos especiales                             |                                                           |
| Homenaje a la Trayectoria Artística                    | Alejandro Sanz                                            |
| Homenaje Especial                                      | Manuel Mijares                                            |
| Premio del Público                                     | Alejandro Sanz                                            |
| Premio Social a la Música (Consejo de la Comunicación) | Emmanuel                                                  |
| Premio Disco Concepto y Gira del Año                   | Sasha, Benny & Erik                                       |